# 古田重剛
古田 重剛（ふるた しげかた、文化5年8月16日（1808年10月5日） - 明治20年（1887年））は、江戸時代の武士、国学者、茶人。
豊後岡藩士、400石。通称は右馬允。古田本家・古田重功（岡藩士・森田善典次男）の庶子。古田重名（宗関）の義父。
天保7年（1836年）12月に家督相続し、藩主中川久教の御近習物頭となる。その後、中川久昭に仕える。明治2年（1869年）に、名を藤衛と改め、10月に新藩知事中川久成より中川姓を賜り250石加増される。
重剛は、義祖父古田広計と父重功より国学、和歌、織部流茶の湯を学んだ。和歌が『大江戸倭歌集』（中）、『蔦廼舎歌集』などに収録されている。